# Château de Rancogne
Le château de Rancogne est situé sur le territoire de la commune de Rancogne, en Charente, à 20 kilomètres à l'est d'Angoulême.

## Historique
En 866, du temps des invasions vikings, le comte franc de Saintes Landri et le comte d'Angoulême Émenon, frère du comte franc d'Angoulême Turpion et cousin du précédent, s'entretuèrent pour des raisons obscures. Les auteurs modernes s'accordent à dire que c'est au château de Rancogne qu'Émenon revint où il mourut au bout de huit jours,,.
L'ancien château de Rancogne était celui de Cressiec. Il était situé à une centaine de mètres du château actuel, au Pic de Rancogne et à flanc de falaise au pied de l'église, près des grottes. En effet au Moyen Âge, cette partie de la vallée de la Tardoire entre Montbron et La Rochefoucauld souvent surplombée par des falaises calcaires se couvre de forteresses et tours de guet, situées au-dessus d'une grotte-refuge : Rancogne, Rochebertier, Montgaudier, la Chaise, Vilhonneur, la Mirande, l'Age Baston...
Selon la plupart des auteurs (Vigier de la Pile et Michon), l'ancien château de Cressiec avait dû être construit au IXe siècle pour défendre l'entrée des souterrains, qui servaient alors de refuge à la population contre les incursions des Vikings,.
À la Renaissance, comme pour Rochebertier, le seigneur de l'époque a voulu construire un nouveau château plus spacieux et ouvert à la lumière. C'est ainsi que Jean Maindron (ou Mandron), seigneur de Cressiec, et Marie Raymond, son épouse, firent construire le logis d'habitation du château actuel, sur une basse plateforme dominant la Tardoire, vers 1519, avec galeries extérieures en bois. Des pierres de l'ancien château ont été réemployées. Le donjon et le reste du château ont été bâtis à la fin du XVIe siècle (1569 le donjon et 1589 le chai).
En 1548, leur fille, Jeanne Maindron, épouse Jean de Devezeau, écuyer, seigneur de Chillac. Les Devezeau seront seigneurs de Rancougne jusqu'après la Révolution, en 1797, date à laquelle le château est cédé à Jean-Baptiste Binet, beau-père de Joseph Gabriel de Barbarin,. Le château restera aux Barbarin pendant quatre générations, qui effectueront des travaux d'entretien. Le mur nord-est face à la Tardoire, qui était aveugle, est alors percé d'ouvertures.
En 1898, le domaine passe à la famille Desormeaux, qui le possède encore aujourd'hui. Au XXe siècle, d'importants travaux de restauration ont été effectués : suppression du crépi, dégagement du donjon des autres bâtiments.
En 2018, le château n'est, bizarrement, ni inscrit, ni classé monument historique. Le site, privé, ne se visite pas.

## Architecture

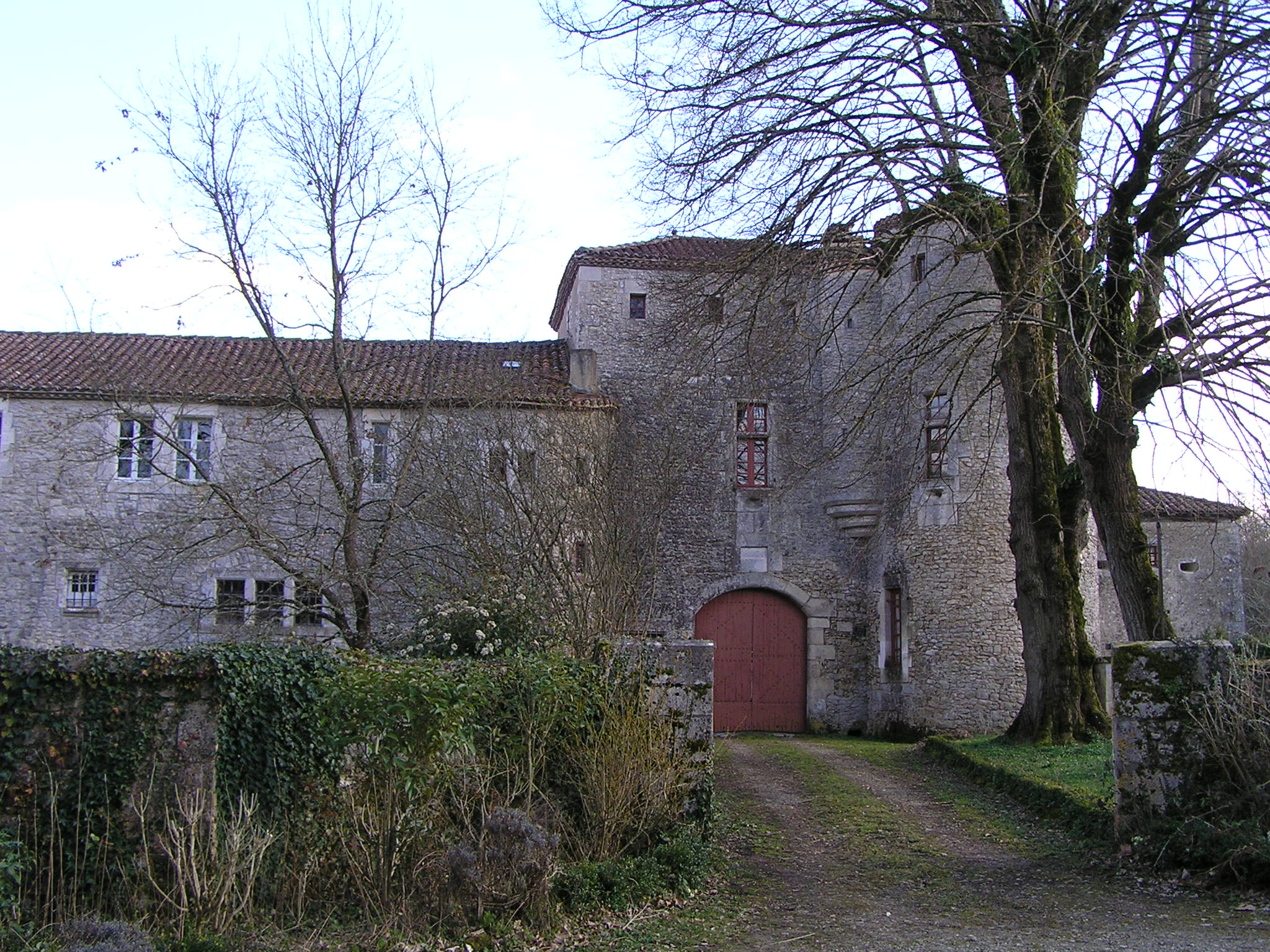
Le châtelet d'entrée

Situé à l'angle ouest, le portail d'entrée est percé dans un pavillon accosté de deux tourelles munies de meurtrières.
Les bâtiments s'organisent en un quadrilatère presque complet marqué de deux tours rondes aux angles nord et sud et du donjon rectangulaire daté de 1588, à l'angle est. Le donjon est surmonté d'une échauguette. Une troisième tour ronde est située dans l'angle nord de la cour. Une courtine récente avec galerie relie le donjon au corps de logis.
La galerie en bois, rare en Angoumois, date du début du XVIe siècle. Elle avait été construite par Jean Maindron et son épouse.
Une fuie ronde de seigneur haut-justicier est située à l'écart et au nord des autres constructions.

### Tour de Cressiec
La tour de Cressiec (aussi orthographiée Cressiecq), cachée dans la végétation à flanc de coteau entre l'église et le château, est une tour en demi-lune, défendant l'entrée des grottes et de vastes souterrains rejoignant l'église. Elle est le seul vestige de l'ancien château, et elle appartient encore foncièrement au château actuel.
Déjà dès le XVIe siècle, seule cette tour subsistait du château du IXe siècle. Certains jambages de portes étaient encore équipés d'énormes gonds. Au XIXe siècle, l'abbé Michon la décrit comme faisant dix mètres de haut, avec un escalier intérieur. Elle faisait trois étages, avec un mur droit  surplombant les grottes, et l'autre côté de plan semi-circulaire face à la vallée. Tous les trois mètres, la tour diminue de diamètre par un retrait. Le mur au rez-de-chaussée, à l'entrée des grottes, fait un mètre d'épaisseur. Le second étage n'était accessible que par une échelle menant à une porte étroite.